# Siegfried Langer (Schriftsteller)
Siegfried Langer (* 24. November 1966 in Memmingen) ist ein deutscher Schriftsteller. Für seinen All-Age-Roman Das Buch, das dich findet erhielt er 2021 den SERAPH, den Buchpreis der Phantastischen Akademie und der Leipziger Buchmesse.

## Leben
Siegfried Langer ist gelernter Groß- und Außenhandelskaufmann und Bankkaufmann. Er arbeitete in verschiedenen Branchen im Außendienst und bei Banken, bevor er sich selbständig machte. Ab 1996 lebte er in Berlin und kehrte 2014 in seine Heimatstadt Memmingen zurück.
Neben Auftritten beim Improvisationstheater und als Darsteller in Kindermusicals hatte Langer auch Nebenrollen beim Fernsehen (Gute Zeiten, schlechte Zeiten) und 1999 die Titelrolle in Hamlet – eine Sexkomödie von Rosa von Praunheim. Sein Schwerpunkt verlagerte sich aber immer mehr zur Schriftstellerei.
Sein erster Roman Alles bleibt anders ist ein Alternativweltroman über eine Welt, in der das Dritte Reich den Zweiten Weltkrieg gewonnen hat. Er wurde für den Kurd-Laßwitz-Preis und für den Deutschen Phantastik Preis nominiert. 2010 beteiligte er sich an dem von Karla Schmidt herausgegebenen literarischen Experiment Hinterland, einer Anthologie im Wurdack-Verlag, für die 20 Autoren Science-Fiction-Erzählungen nach Musik von David Bowie schrieben. Zwischen 2011 und 2017 erschienen acht Thriller aus seiner Feder, 2020 sein All-Age-Roman Das Buch, das dich findet, das für den Selfpublishing-Buchpreis nominiert und auf der Leipziger Buchmesse mit dem SERAPH 2021 ausgezeichnet wurde, dem Literaturpreis der Phantastischen Akademie.

## Romane
- 2008: Alles bleibt anders, Roman, Atlantis Verlag. ISBN 978-3-936742-95-4
- 2011: Vater Mutter Tod, Thriller, List Verlag. ISBN 978-3-548-61051-1 (Neuauflage 2018 als Seelenscherben im Eigenverlag. ISBN 978-1-79060-535-4)
- 2012: Sterbenswort, Thriller, List Verlag. ISBN 978-3-548-61091-7 (Neuauflage 2016 im Verlag Amazon Publishing. ISBN 978-1-5039-3870-0)
- 2013: Nachschlag – Ich bin dein Herr und Mörder, SM-Thriller, U-line Verlag. ISBN 978-3-939239-55-0 (Neuauflage 2015 als Tödliche Tabus im Eigenverlag. ISBN 978-1-5489-7257-8)
- 2014: Leide!, Thriller, LAGO Verlag. ISBN 978-3-95761-008-9
- 2015: Vergelte!, Thriller, Verlag Amazon Publishing. ISBN 978-1-4778-3071-0
- 2016: Berlin Ripper, Thriller, Eigenverlag. ISBN 978-1-5308-3785-4
- 2016: Zwanzig Sekunden Ewigkeit, Thriller, Eigenverlag. ISBN 978-1-5371-9626-8
- 2017: Aus dem Koma, Thriller, Eigenverlag. ISBN 978-1-5215-3187-7
- 2020: Das Buch, das dich findet, All-Age-Roman, Books on Demand. ISBN 978-3-7519-5100-5
- 2021: Die Geschichte, die dich einholt, All-Age-Roman, Books on Demand. ISBN 978-3-7543-2486-8
- 2023: Everlife – Wenn dein Leben neu beginnt, Phantastik-Roman, A7L Books. ISBN 978-3-9894-2321-3
- 2024: Mein Mörder und ich, Thriller, Eigenverlag. ISBN 978-3-7583-6899-8

## Hörspiele
- 1998: Ruf doch mal an, Komödie, Hessischer Rundfunk
- 1999: Invasion, Science Fiction, Hessischer Rundfunk